# Château de Telč

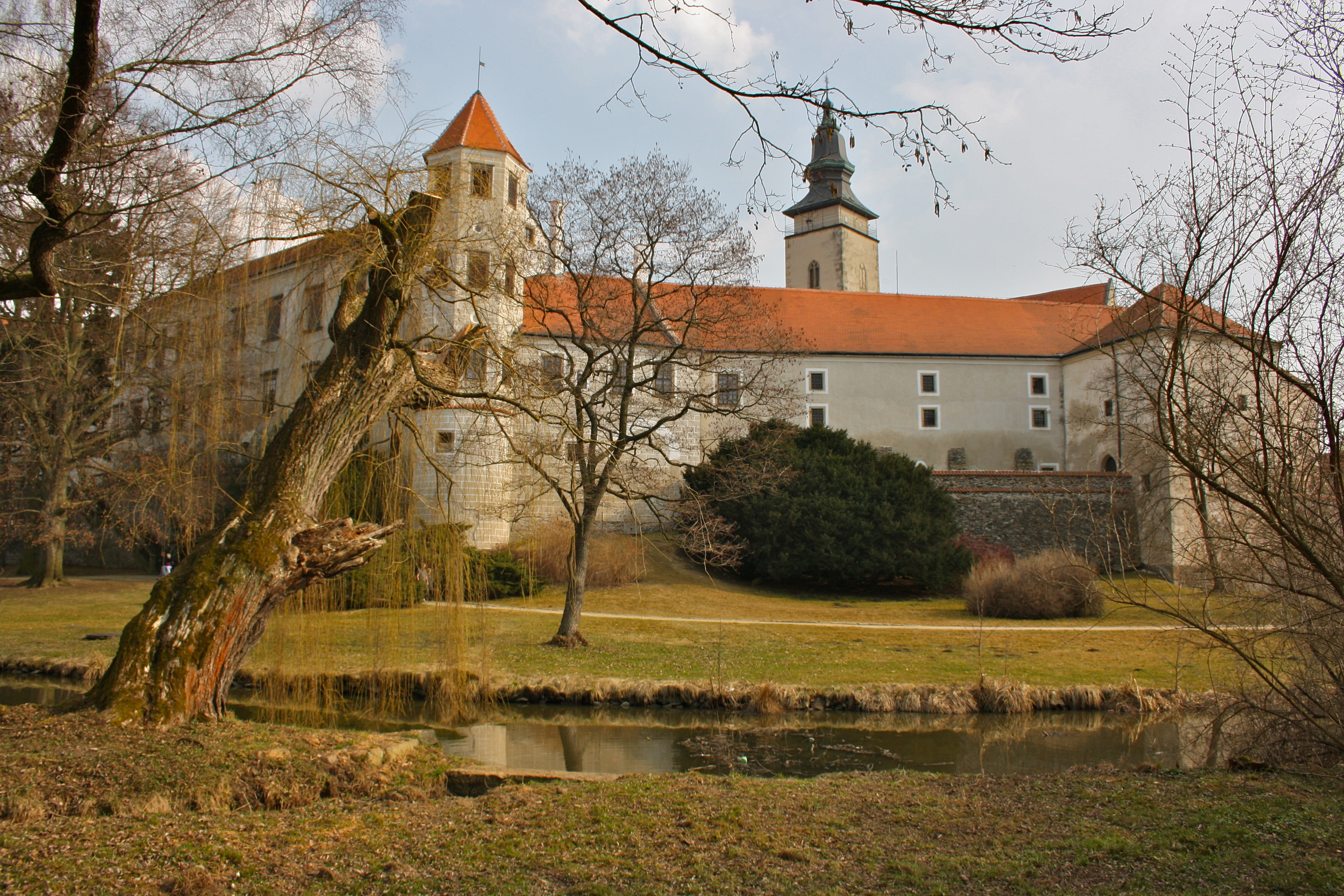
Château de Telč

Le château de Telč (en allemand : Schloss Teltsch) est situé dans la ville morave de Telč en République tchèque. Le château est un monument culturel national de la République tchèque.

## Histoire

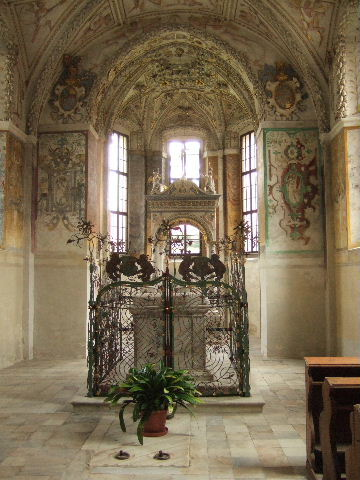
Chapelle du château

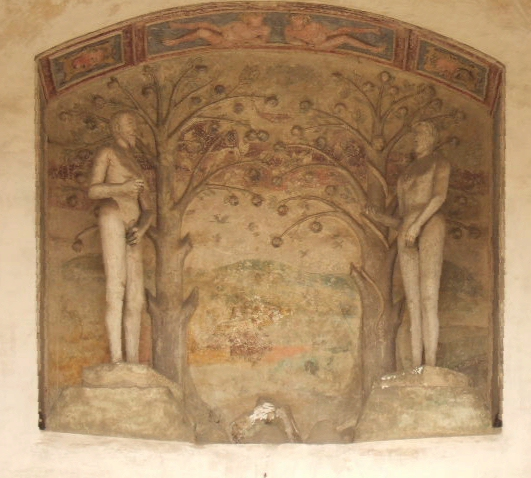
Paradise - relief dans la cour

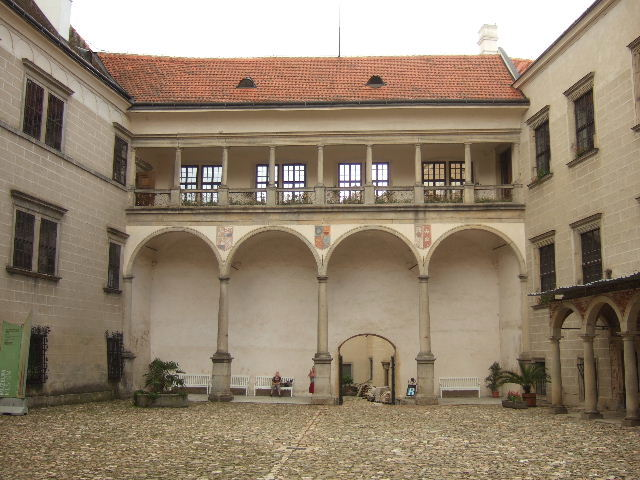
Cour du château

Déjà à la fin du XIIIe siècle, il y avait un château seigneurial à Telč, que le roi de Bohême Jean de Luxembourg a vendu aux seigneurs de Wartenberg en 1315. Plus tard, il revint au roi via les seigneurs de Bergau et en 1339 aux seigneurs de Neuhaus, une branche de la famille de Bohême du Sud Witigonen. Ils abandonnèrent le château, qu'ils utilisaient comme centre administratif, en 1387 après un incendie. Peu de temps après, ils construisirent un château entouré de douves à l'emplacement du château actuel, dont certaines parties ont été conservées à ce jour. Sous le règne de Zacharias von Neuhaus, le château fut transformé en château Renaissance avec deux cours à arcades après 1550 par Antonio Ericer et Baldassare Maggi. Comme Zacharie est mort sans descendance mâle, le château est allé à son neveu Adam II von Neuhaus en 1589, dont Joachim Ulrich von Neuhaus l'a hérité en 1596. Il était le dernier descendant mâle de la famille von Neuhaus et mourut en 1604. Sa sœur Lucie Otilie, mariée au futur chancelier Wilhelm von Slawata depuis 1602, en devient l'héritière. En conséquence, Telsch est venu à la famille Slavata . En 1712, le château et le domaine sont allés à Franz Anton von Liechtenstein-Kastelkorn, qui a légué les deux à Alois Podstatský von Prusinowitz, dont les descendants ont conservé le château et le manoir de Telč jusqu'en 1945.
Le château se compose d'une chambre du trésor, d'une salle à manger, d'une armurerie et des salles dorées et bleues, qui sont magnifiquement meublées.
Le style architectural est d'environ 30 % gothique et 70 % dans le style Renaissance.

## Parc du Château
Un jardin d'agrément s'étend devant l'arcade menant à la galerie. Il y a une serre classique dans le parc du château attenant.

Ansichten des Schlossparkes (2009)
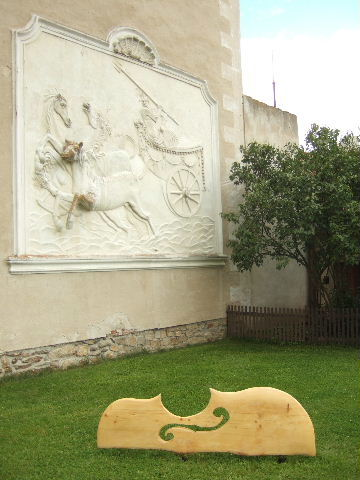
Petr Krajíček : « 4. Komnata "Hudebni" " (" 4ème secret : " Musique " ") - derrière : Neptune avec une équipe de quatre (relief en stuc sur le mur du " Vieux Palais ")
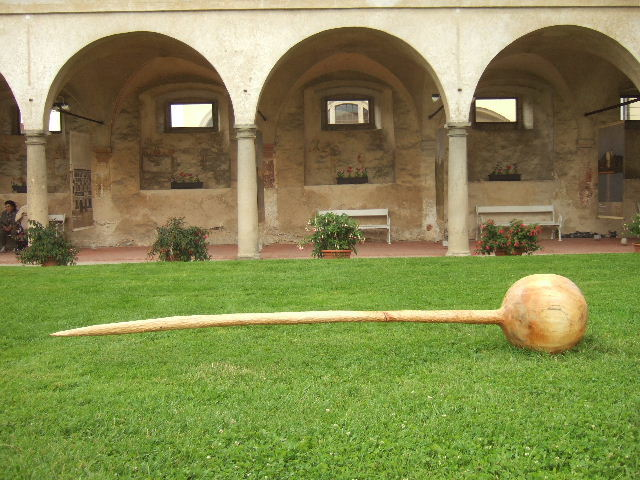
Petr Krajíček : "Spendlik v Zamku" ("Aiguille dans le château") (2009)
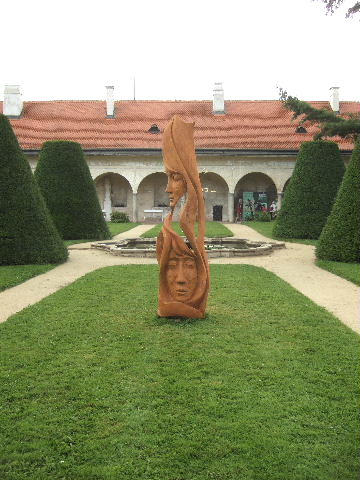
Petr Krajíček : "Sen" ("Rêve") (2009)

- Joachim Bahlcke, Winfried Eberhard, Miloslav Polívka (Eds. ) : Manuel des lieux patrimoniaux . Volume : Bohême et Moravie (= édition de poche de Kröner . tome 329). Kröner, Stuttgart 1998,  (ISBN 3-520-32901-8), pp. 601-603.
- Wilhelm-Christian Erasmus (Red. ) : Châteaux, monastères et palais dans les régions de Waldviertel, du Danube, de Bohême du Sud, de Vysocina et de Moravie du Sud. Destination Waldviertel, Zwettl 2007,  (ISBN 978-3-9502262-2-5), p. 104 F.

## Liens web
- Page d'accueil du château